# فارسال

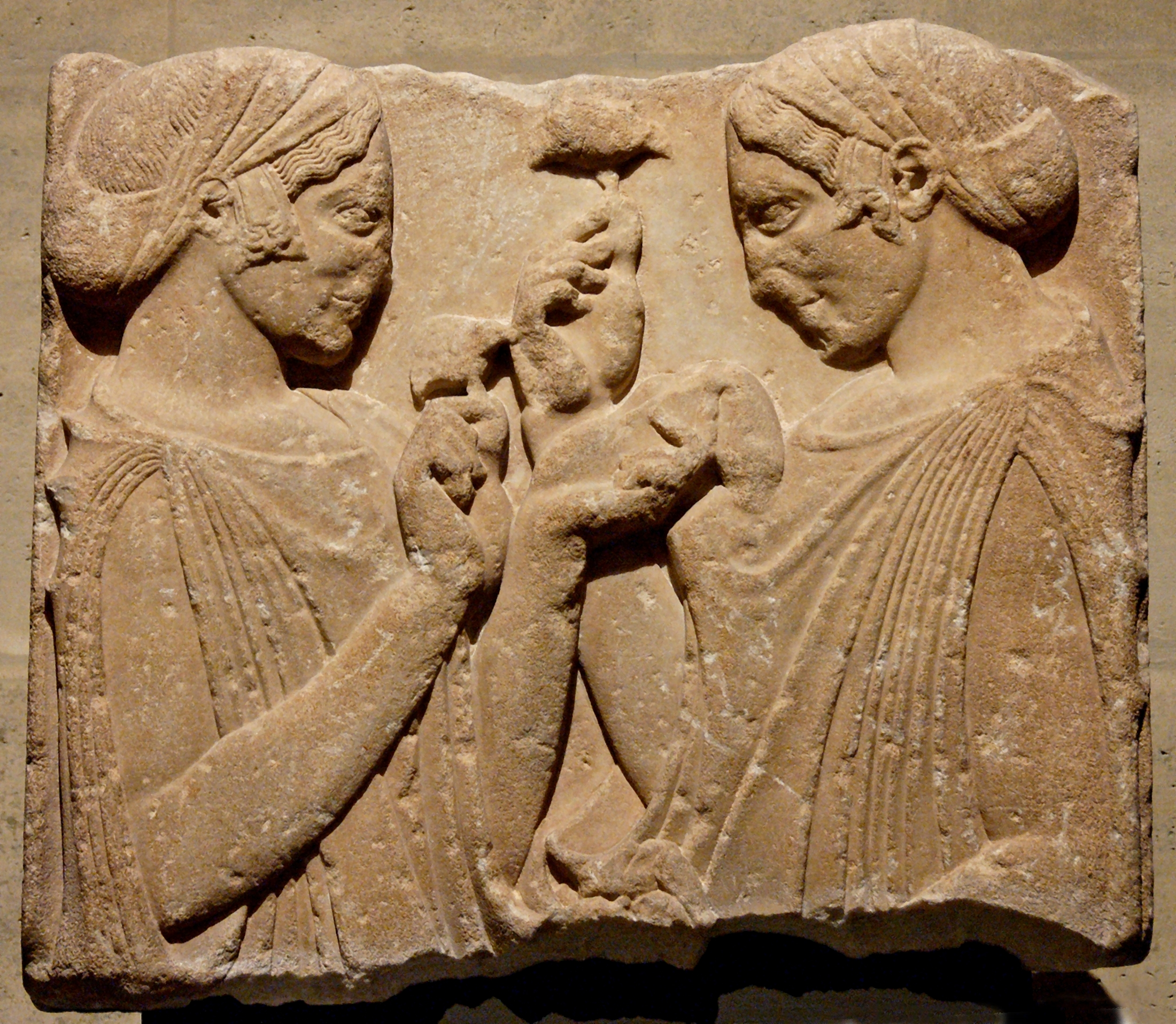
اثری بر روی سنگ مرمر، از فارسال، ساخته‌شده میان سال‌های ۴۷۰-۴۶۰ پیش از میلاد. این اثر امروزه در موزه لوور نگاه‌داشته می‌شود.

فارسال (به یونانی: Φάρσαλα؛ به فرانسوی:Pharsale) نام شهری است در منطقهٔ تسالی در کشور یونان.
برپایهٔ سرشماری ۲۰۰۱ این شهر ۱۰،۸۱۲ تن جمعیت دارد.

## تاریخچه
در اشعار هومر از فارسال یادشده‌است. در یونانی باستان این شهر را فارسالوس می‌خواندند.
در زمان جنگ‌های ایران و یونان فارسال هوادار آتنی‌ها بود. در آغاز سدهٔ چهارم پیش از زایش فارسال بخشی از اتحادیهٔ تسالی بود. در زمان فیلیپ دوم مقدونی این شهر بخشی از پادشاهی مقدونیه شد. با واژگونی مقدونیان این منطقه به زیر فرمان جمهوری رم درآمد. در جریان جنگ داخلی روم فارسال و گرداگردش به ویرانی کشیده‌شد. همچنین در ۴۸ پیش از میلاد این شهر میدان نبرد فارسال میان ژولیوس سزار و پومپه بود.
در آینده عثمانیها بر این شهر چیرگی یافتند. سرانجام در ۱۸۸۱ فارسال این شهر در قالب پادشاهی هلنی از عثمانی اسقلال یافت.